# Michael Palin
Sir Michael Edward Palin (Ranmoor, Sheffield, Yorkshire, 1943. május 5. –) BAFTA-díjas angol komikus, író, színész, a Monty Python csoport tagja.

## Pályafutása
Mary Rachel Lockhart (született: Ovey) és Edward Moreton Palin második és egyetlen fiúgyermekeként született. Apja mérnökként dolgozott egy acélgyárban. Tanulmányait a Birkdale Előkészítő Iskolában kezdte, Sheffieldben, majd később a Shrewsbury Iskolába járt. Nővére, Angela kilenc évvel volt idősebb nála, de a korkülönbség ellenére is szoros volt a kapcsolatuk egészen nővére 1986-os öngyilkosságáig.
5 éves korában első színészi élményét a Birkdale iskolai Karácsonyi ének előadásán szerezte. 10 éves korában már érdeklődött a színészkedés és a komédia, a poéngyártás iránt. Miközben Shakespeare-t olvasott anyjának, eljátszott minden egyes részt. 1962-től újkori történelmet tanult az Oxfordi Egyetemen. Iskolai barátjával Robert Hewisonnal együtt írtak és adtak elő először, vicces darabot egy egyetemi karácsonyi ünnepségen. Terry Jones szintén ebbe az iskolába járt. Látta az előadást és elkezdett együtt írni velük. Szintén szerepeltek az Oxford Revüben Jones-szal.
Miután elvégezte az egyetemet, 1965-ben műsorvezetője lett a Most! című humoros pop show-nak. Ezalatt folyamatosan tartotta a kapcsolatot Terry Jones-szal. Szintén egy csapatban dolgoztak íróként a Frost-jelentés (Frost Report) című műsornak, ahol tagok voltak még: Marty Feldman, Ronnie Barker, Ronnie Corbett és a későbbi Monty Python tagok: Graham Chapman, John Cleese és Eric Idle. Ez a műsor volt az első alkalom, a Monty Python brit tagjainak, melyen együtt dolgoztak. (A hatodik tag Terry Gilliam, amerikai.) Ebbe a műsorba Terry Jones-szal írták a jeleneteket. Később, egy másik showba is írtak és itt már szerepeltek is, valamint a gyerekműsornak szánt, de inkább a felnőttek körében sikeres A hiba nem az ön készülékében van (Do Not Adjust Your Set) című műsorban is Eric Idle-lal. A műsorban dalok is szerepeltek. 
A műsor animációit Terry Gilliam készítette, akit John Cleese ajánlott be a csapatba és először a Palin/Jones szerzőpárosnak dolgozott. Ezalatt Cleese felvette a kapcsolatot Palinnel, hogy együtt készítsenek műsort, amiből a Monty Python Repülő Cirkusza lett.
John Cleese vágya teljesült, hogy együtt dolgozhat Michael Palinnel. Palin hozta Jones-t, Idle-t, Cleese pedig Chapmant aki szerző és előadótársa volt a Végre itt az 1948-as Show (At last the 1948 Show) és a Hogyan bosszantsuk az embereket (How to Irritate People) című műsorban is, és jött természetesen Gilliam is, akire továbbra is az animációk elkészítését bízták.
A csoportban rengeteg különböző szerepet alakított: mániásan lelkesedő embert (favágó a Favágódalban), műsorvezetőt (Blackmail), rendíthetetlenül nyugalmas karaktert (Papagáj-jelenet eladója, Sajt bolt eladója, postai alkalmazott), félénket, hadarót (Spektrum), maffiózó üzletembert (Luigi Vercotti), a többiek által is játszott Mr. Gumby-t és a műsor elején állandóan visszatérő „Ez…” embert is.
Leggyakrabban itt is Terry Jones-szal írták együtt a jeleneteket (Favágódal, Spam). Néhány jelenetet egyedül írt, vagy egyedül kezdett el írni (Spanyol Inkvizíció).
Kedvence saját jelenetei közül a Halas pofozó-tánc.
Miután a Monty Python Repülő Cirkusza sorozat 1974-ben befejeződött, a Palin/Jones páros a Kalandos történetek (Ripping Yarns) című sorozatot írta és játszotta 1976-tól három éven keresztül.
1982-ben megírta A Misszionárius című film történetét melynek főszerepében egy papot játszott Maggie Smith, Trevor Howard, Denholm Elliott társaságában.
Játszott Terry Gilliam Időbanditák, Jabberwocky és Brazil című rendezéseiben.
A nyolcvanas években öt gyerekkönyvet írt.
A legnagyobb nemzetközi elismerést a Monty Pythonon kívül A hal neve: Wanda című filmben érte el, melyért BAFTA-díj a legjobb férfi mellékszereplőnek elismerés járt. A film akkora sikert aratott, hogy John Cleese, a film egyik írója 1997-ben a Fészkes fenevadakban (Fierce Creatures) újra összehozta a fő szereplőgárdát: kettejük mellé még Kevin Kline-t és Jamie Lee Curtis-t.
Emellett egy kisebb szerepet játszott a Terry Jones által írt és rendezett Békavári Uraság (The Wind in the Willows) című filmben is.
1991-ben megírta az Amerikai barátok történetét majd a forgatókönyvét is melyből készült filmben szerepel is.
2002 novemberében fellépett George Harrison emlékkoncertjén.
2009. október 23-án, a Nem a Messiás (Not a Messiah), Eric Idle és John du Prez által írt ötrészes komikus oratórium bemutatóján szerepelt. Az angliai bemutatót, a londoni Royal Albert Hall-ban, a Monty Python csoport 40. éves évfordulójára időzítették. Vendégek voltak még: Terry Jones, Terry Gilliam, Carol Cleveland, Neil Innes. A műsor végén elénekelte a Favágódalt.
2014 nyarán utoljára összeállt Monty Python csoport. A 10 előadást a londoni Royal Albert Hallban tartották. Ezzel lezárták a 45 évet és a több évtizedes találgatásokat egy lehetséges újraegyesülésre.

## Utazásai
Michael Palin első útifilmje 1980-ban készült egy BBC-tévésorozat része, az Utazások a Föld leghíresebb vasútvonalain (Great Railway Journeys of the World) címmel.
1989-től nagy sikerű útifilmeket készített a BBC-nek, gyakran és jól elhelyezett poénokkal fűszerezve. Útifilmes naplói alapján könyvek és hangoskönyvek is készültek. A könyvek magyar nyelven is megjelentek.
A 2005. április 25-én megjelent The Independent hasábjain adta hírül, hogy több mint 17 év utazás után felakasztotta a bakancsot a szögre és nem tervez több útifilmet készíteni. Az ezt követő felzúdulásra a saját weblapján reagált: "Hirtelen, a semmiből jött ez a hír, hogy nem utazom többet. Az egyetlen újság, amiért teljesen odavagyok, amióta elindult. Kétharmad oldalnyi cikk és egy szerkesztői publikáció egy teljesen pontatlan történetről, amit egy másik újságból vettek, át és soha meg sem kérdeztek róla. A feleségem elmondta az újságírónak, hogy egy évig pihenek és gondolkodom a továbbiakon, de azt is mondta, hogy minden bizonnyal folytatni fogom az utazásokat.
Mint sok más idős ember, hallgatom a Radio 4 reggeli műsorát és majdnem leestem a WC-ről, amikor hallottam a hírt nyugdíjba vonulásomról, amint beolvasták a rádióban 7.40-kor."
2007-es Új Európa című sorozatában bemutatta Magyarországot is nézőinek. Ezt a sorozatot, akárcsak az előzőeket, magyar nyelven is kiadták.
Michael Palin rendkívül nagy érdeklődést keltett az egzotikus utazások iránt, amit turisztikai berkekben "Palin-hatás"-nak is neveznek.
"Mindig is felfedező akartam lenni, de 1988. szeptember 25-ig úgy tűnt, nem lehetek több egy nagyon hülyének látszó személynél. De az a nap megváltoztatta az életem. Egy csapással átváltoztam egy nagyon hülyének látszó személyből egy nagyon hülyének látszó felfedezővé."
2012-ben Brazíliát vette a nyakába, a négy epizódos Brazil with Michael Palin sorozat kedvéért. 2013-ban pedig Andrew Wyeth amerikai festő Pennsylvaniai szülőhazáját mutatta be.
2018-ban jelent meg Erebus című könyve, melyben a rejtélyes módon eltűnt sarkkutató hajó történetét kutatja és meséli el.
2018 év végén jelent meg kétrészes Észak-Koreát bemutató útifilmje.

## Magánélete
Későbbi feleségét, Helen Gibbinst egy nyári vakáción ismerte meg 1959-ben, ahova az újratalálkozás reményében évről évre visszatért. 1966-ban házasodtak össze. Gibbins 2023-ban hunyt el, hosszan tartó betegség után.
Három gyermekük – Thomas (1969), William (1971), Rachel (1975) – valamint négy unokájuk született. William fiuk csecsemőkorában egy pillanatra feltűnik a Gyalog galopp című filmben, a "Sir aki nem szerepel ebben a filmben" szerepében.

## Díjai, elismerései
1986-ban az Evening Standard British Film Awardson Peter Sellers-díjat kapott.
1993-ban nyitotta meg hivatalosan kapuit a Michael Palin Központ a Dadogós Gyermekekért. Michael Palin beleegyezett, hogy róla nevezzék el a központot, A hal neve: Wanda című filmbéli alakítása után, ahol Ken, szerepe szerint dadogott. Azóta is támogatja a központot és segít a fejlesztésében.
Az 1993-ban felfedezett 9621 Michaelpalin nevű aszteroida róla lett elnevezve.
2000-ben megkapta a Brit Birodalom Érdemrendje Parancsnoki Keresztjét, televíziós munkásságáért.
2002-ben a British Comedy Awardson életműdíjjal jutalmazzák.
Egy 2005-ös brit felmérés szerint, ahol a "A Komédiások Komédiását" keresték, minden idők 50 legjobb komédiása közül a 30. lett.
2009 júniusában három évre megválasztották a Brit Királyi Földrajzi Társaság (British Royal Geographical Society) elnökének.
2018. december 28-án II. Erzsébet brit királynő lovaggá ütötte. A Monty Python-tagok közül elsőként őt érte a kitüntetés, de nem humoristaként, hanem írói tevékenységéért és útifilmjeiért kapta.

## Válogatott filmográfia

### Film
‡ – Forgatókönyvíró
| Év   | Magyar cím                                      | Eredeti cím                                                               | Szerep                                     | Magyar hang       |
| ---- | ----------------------------------------------- | ------------------------------------------------------------------------- | ------------------------------------------ | ----------------- |
| 1971 |                                                 | And Now For Something Completely Different ‡                              | több szereplő                              | Csőre Gábor       |
| 1975 | Gyalog galopp ‡                                 | Monty Python and the Holy Grail                                           | Sir Galahad / Dennis / második testvér     | Kern András       |
| 1975 | Gyalog galopp ‡                                 | Monty Python and the Holy Grail                                           | Ni lovagok vezetője / apa                  | Képessy József    |
| 1975 | Gyalog galopp ‡                                 | Monty Python and the Holy Grail                                           | narrátor (hangja)                          | Kristóf Tibor     |
| 1975 | Gyalog galopp ‡                                 | Monty Python and the Holy Grail                                           | katona                                     | Tahi Tóth László  |
| 1975 | Gyalog galopp ‡                                 | Monty Python and the Holy Grail                                           | jobb fej                                   | Tordy Géza        |
| 1977 | Jabberwocky                                     | Jabberwocky                                                               | Dennis Cooper                              | Tahi Tóth László  |
| 1979 | Brian élete ‡                                   | Monty Python's Life of Brian                                              | Pontius Pilátus / egyéb szereplők          | Dörner György     |
| 1981 | Időbanditák ‡                                   | Time Bandits                                                              | Vincent                                    | Wohlmuth István   |
| 1982 | Monty Python Amerikában ‡                       | Monty Python Live at the Hollywood Bowl                                   | több szereplő                              |                   |
| 1982 | A misszionárius ‡                               | The Missionary                                                            | Charles Fortescue tiszteletes              | Rátóti Zoltán     |
| 1983 | Az élet értelme ‡                               | Monty Python's The Meaning of Life                                        | több szereplő                              | Forgács Péter     |
| 1983 | Az élet értelme ‡                               | Monty Python's The Meaning of Life                                        | több szereplő                              | Dörner György     |
| 1983 |                                                 | The Crimson Permanent Assurance (rövidfilm)                               | munkás                                     |                   |
| 1984 | Magánpraxis                                     | A Private Function                                                        | Gilbert Chilvers                           | Rátóti Zoltán     |
| 1985 | Brazil                                          | Brazil                                                                    | Jack Lint                                  | Végh Péter        |
| 1985 | Brazil                                          | Brazil                                                                    | Jack Lint                                  | Kerekes József    |
| 1988 | A hal neve: Wanda                               | A Fish Called Wanda                                                       | Ken Pile                                   | Haumann Péter     |
| 1988 | A hal neve: Wanda                               | A Fish Called Wanda                                                       | Ken Pile                                   | Karácsonyi Zoltán |
| 1991 | Amerikai barátok ‡                              | American Friends                                                          | Francis Ashby tiszteletes                  | Vass Gábor        |
| 1991 | Amerikai barátok ‡                              | American Friends                                                          | Francis Ashby tiszteletes                  | Dörner György     |
| 1991 | Amerikai barátok ‡                              | American Friends                                                          | Francis Ashby tiszteletes                  | Háda János        |
| 1996 | Békavári uraság                                 | The Wind in the Willows                                                   | A Nap (hangja)                             | Galla Miklós      |
| 1997 | Fészkes fenevadak                               | Fierce Creatures                                                          | Adrian 'Bugsy' Malone                      | Székhelyi József  |
| 2010 | Nem a messiás (Csak egy nagyon haszontalan fiú) | Not the Messiah (He's a Very Naughty Boy)                                 | Mrs. Betty Palin / Pontius Pilatus / Bevis |                   |
| 2011 | Karácsony Artúr                                 | Arthur Christmas                                                          | Ernie Clicker (hangja)                     | Forgács Gábor     |
| 2012 |                                                 | A Liar's Autobiography: The Untrue Story of Monty Python's Graham Chapman | több szereplő hangja                       |                   |
| 2014 |                                                 | Monty Python Live (Mostly) ‡                                              | több szereplő                              |                   |
| 2015 | Megtehetek bármit                               | Absolutely Anything                                                       | kedves földönkívüli (hangja)               | Tahi Tóth László  |
| 2017 | Sztálin halála                                  | The Death of Stalin                                                       | Vjacseszlav Molotov                        | Rosta Sándor      |

### Televízió
- A hiba nem az ön készülékében van (Do Not Adjust Your Set, 1967)
- Hogyan bosszantsuk az embereket (How to Irritate People, 1968)
- Monty Python Repülő Cirkusza (Monty Python's Flying Circus 46 rész, 1969-1974)
- És most következzék valami egészen más (And Now for Something Completely Different, 1971)
- Kalandos történetek sorozat (Ripping Yarns, 1976)
- The Rutles: Mindenkinek szüksége van pénzre (All You Need Is Cash, 1978)
- A Papagáj-jelenet nincs benne (Parrot Sketch Not Included, 1989)

### Útifilmjei[29]
- Utazások a Föld leghíresebb Vasútvonalain (Great Railway Journeys of the World)
- 80 nap alatt a Föld körül (Around the World in 80 Days, 1989)
- Sarkig tárt világ (Pole to Pole, 1992)
- Utazás a Csendes-óceán körül (Full Circle, 1997)
- Hemingway nyomában (Hemingway, 1999)
- Szahara (Sahara, 2002)
- Himalája (Himalaya, 2004)
- Michael Palin: Új Európa (New Europe, 2007)
- 20 év alatt a Föld körül (Around the World in 20 Years, 2009)
- Brazil with Michael Palin (2012)
- Michael Palin in Wyeth's world (2013)
- Michael Palin Észak-Koreában (2018)

## Kötetei magyarul
- Sarkig tárt világ; ford. Kövesdi Miklós Gábor; Gabo, Bp., 2005
- Utazás a Csendes-óceán körül; ford. Kövesdi Miklós Gábor; Gabo, Bp., 2005
- Nyolcvan nap alatt a Föld körül; ford. Kövesdi Miklós Gábor; Gabo, Bp., 2005
- Szahara; fotó Basil Pao, ford. Janáky István; Park, Bp., 2006 (Veszélyes övezet)
- Himalája; fotó Basil Pao, ford. ifj. Vitray Tamás; Park, Bp., 2007 (Veszélyes övezet)
- Hemingway nyomában; fotó Basil Pao, ford. Báti Júlia; Park, Bp., 2008 (Veszélyes övezet)
- Új Európa (2007) – DVD